# Муравьиная журчалка изменчивая
Муравьиная журчалка изменчивая (лат. Microdon mutabilis) — вид мух-журчалок из подсемейства Microdontinae.

## Экология
Личинки населяют муравейники, где питаются яйцами и личинками различных видов муравьёв, в том числе чёрного садового муравья, Formica lemani, Formica fusca, и Myrmica ruginodis. Самки, как правило, откладывают яйца в тот же муравейник, в котором развивались сами, что существенно увеличивает выживаемость потомства.

## Синонимы
- Microdon apiformis (De Geer, 1776)
- Musca apiformis De Geer, 1776
- Musca mutabilis  Linnaeus, 1758